# オリオン座ゼータ星
オリオン座ζ星は、オリオン座の恒星で2等星。三つ星 (オリオンの帯) を形成する恒星の1つ。

## 特徴

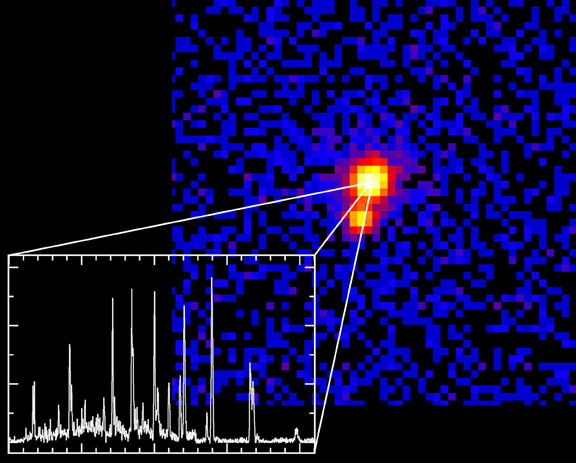
X線望遠鏡チャンドラで撮影したオリオン座ζ星

太陽との大きさの違い

三重連星であり、主星のAaは2等星で太陽の33倍の質量と20倍の半径を持つ青色超巨星で、伴星のAbは、14倍の質量と7.3倍の半径を持つ青白い準巨星である。2つの星の合成等級は1.88等で、7.3年で公転しあっている。さらに、地球から見て2.3秒角離れた位置に、4.2等の青色巨星の伴星Bが存在する。伴星Bはζ星Aの周りを約1,500年かけて公転するとされている。
58秒離れた10等星のオリオン座ζ星Cは、たまたま同じ方向にあるだけで、他の3つの星と連星系を成していないとされる。

## 名称
学名はζ Orionis (略称はζ Ori)。固有名アルニタク (Alnitak) の由来は、アラビア語で「ジャウザーの帯、ベルト」という意味の「ニターク・アル＝ジャウザー」 ( نيتاق الجوزاء Niṭāq al-Jawzā') を語源としている。10世紀に活躍した天文学者アブドゥッラフマーン・スーフィーの『星座の書』 ( Kitāb Ṣuwar al-Kawākib ) では単に「アン＝ニターク ( النطاق al-Niṭāq) とも呼ばれている。「ニターク」とはオリオン座δ星の固有名ミンタカと語根を同じく「腰帯、ベルト」の意味である。
2016年7月20日、国際天文学連合の恒星の命名に関するワーキンググループ (Working Group on Star Names, WGSN) は、Alnitakをζ星Aaの固有名として正式に承認した。